# I Wanna Be the Guy
I Wanna Be the Guy – niezależna gra komputerowa wydana na platformę Microsoft Windows. Gra została stworzona przez Michaela O’Reilly’ego w październiku 2007 roku.

## Fabuła
Akcja gry rozgrywa się wokół piętnastoletniego chłopca imieniem The Kid. Główny bohater ma tylko jedno marzenie – chce zostać The Guyem. Aby mógł tego dokonać, musi wyruszyć w niebezpieczną podróż, która najeżona jest pułapkami oraz pokonać siedmiu bossów, a na samym końcu – obecnego The Guya, jakim jest ojciec The Kida, oraz zająć jego miejsce.

## Rozgrywka
Gracz, sterując The Kidem, może chodzić w prawo i lewo, skakać, wykonać podwójny skok oraz strzelać. I Wanna Be the Guy zawiera grafikę, która została stworzona specjalnie na potrzeby gry, natomiast reszta grafiki to nawiązania do starych gier na platformę Nintendo Entertainment System, m.in. Tetris, Ghosts’n Goblins, The Legend of Zelda, Castlevania, Kirby, Mega Man, Metroid i wiele innych. Pod koniec każdego poziomu, gracz staje do walki z siedmioma bossami. Są to: Mike Tyson, Mecha Birdo, Dracula, Kraidgief, Mother Brain, Bowser, Wart oraz Dr. Willy w Koopa Clown Car, a także potwór będący mieszanką Mecha Dragona z Mega Mana 2 oraz Yellow Devila z Mega Mana 1 i Mega Mana 3. Pod koniec gry gracz staje do walki z finałowym bossem, jakim jest ojciec The Kida. Gra zawiera również kilka oryginalnych utworów oraz kompozycje pochodzące z innych dzieł.
Gra I Wanna Be the Guy ma również wysoki poziom trudności dla gracza. Mimo że gracz ma nieskończoną liczbę żyć, The Kid zawsze ginie, spadając między innymi na kolce, jabłka itp.; potem eksploduje, pozostawiając po sobie masę krwi, a na samym środku ukazuje się napis Game Over. Gracz może ponownie rozpocząć próbę pokonania trasy tam, gdzie zginął ostatnio (początek i zapis gry).
Gra posiada także cztery poziomy trudności: Medium, Hard, Very Hard i Impossible. Różnice między poziomem trudności zawiera również liczba zapisów gry, od 62, 41, 22 do 0 w zależności od tego, jaki wybrał gracz.